# Lerma Autobastidores Industriales
Lerma Autobastidores Industriales S.A., también conocida como LAI fue una empresa dedicada a la fabricación de camiones y autobuses fundada el 22 de enero de 1963 por Juan Lerma León, Enrique Lerma León, Pablo Fernández Pérez y Ricardo Esteban Royo. A pesar de que el domicilio se estableció provisionalmente en Madrid, la fabricación finalmente se llevó a cabo en Zaragoza, en una fábrica situada junto a la carretera N-232. Contaba con un capital social de 20 millones de pesetas, dividido en 20.000 acciones, siendo 14.000 de ellas del primer fundador listado, siendo las 6.000 restantes igualitariamente repartidas entre el resto. Su año más productivo fue 1967, con unas 80 unidades fabricadas; la producción total apenas alcanzó las 300 unidades. Se solicitó la suspensión de pagos en 1969, tras lo que la sociedad entró en decadencia, llevando a la liquidación total en 1976.
Se fabricaron diversos modelos de chasis a los que se adaptaron cabinas de camión y carrozados de autobús, siempre bajo licencia Henschel, a los que se les montaron motores de la misma marca, fabricados bajo licencia por Sura en Barcelona. Los modelos fueron nombrados como Karpetán, Layetán y Albatros, aunque también se proyectaron otros modelos llamados Oretán, Amler y Cóndor.